# Hans Krankl
Hans Krankl (n. 14 februarie 1953, Viena, Austria) este un fost jucător de fotbal austriac.

## Premii obținute
- Gheata de aur (19)